# 喀斯喀特鎮區 (密歇根州)
喀斯喀特鎮區（英語：Cascade Township）是位於美國密歇根州肯特縣的一個特設鎮區。

## 地方資料
喀斯喀特鎮區的面積為90.29平方千米，當中陸地面積為87.75平方千米，而水域面積為2.54平方千米。根據2020年美國人口普查的數據，當地共有人口19667人，而人口密度為每平方千米217.82人。